# 602
602 (DCII) var ett normalår som började en måndag i den julianska kalendern.

## Händelser

### Okänt datum
- Tibet enas under Namri Songtsen.
- Fokas tillträder som östromersk kejsare.

## Födda
- Dagobert I, frankisk kung av Austrasien 623–632, av Neustrien och Burgund 629–632, av Frankerriket 632–634 samt ånyo av Neustrien och Burgund 634–639 (född omkring detta år, 603 eller 605)
- Sigibert II, frankisk kung av Burgund och Austrasien 613 (född detta år eller 601)
- Xuanzang, buddhistisk munk känd för sin långa resa till Indien

## Avlidna
- Dugu Qieluo, kinesisk kejsarinna.